# Сражение при Пренцлове
Сражение при Пренцлове (пол. Bitwa pod Przecławą) — одно из сражений полабских славян против войск Священной Римской империи, произошедшее 10 сентября 1056 года при замке Пренцлов возле современного Хафельберга. Стало одной из величайших побед полабских славян.

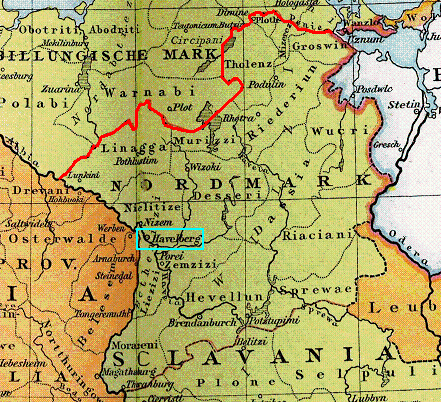
Место сражения обведено голубой рамкой

## Предыстория
В 1055 году вспыхнуло антигерманское восстание лютичей, которые через год разграбили часть саксонских земель. В ответ император Генрих III направил против повстанцев сильную армию под командованием маркграфа Северной марки Вильгельма и графа Катленбурга Дитриха I.

## Ход сражения
10 сентября 1056 года немецкие войска переправились через пограничную реку Эльбу и столкнулись с армией лютичей в устье реки Хафель, у замка Пренцлов (ныне регион Хафельберг). В ходе сражения лютичам удалось окружить немцев на берегу реки, отрезав им путь к отступлению. В результате значительная часть армии Вильгельма и Дитриха – вместе со своими командирами – погибла. Остатки имперской армии пытались переплыть Эльбу, но из-за сильного течения мало кому это удалось.
Из-за лаконичности источников неизвестно, какой урон понесли лютичи и кто ими командовал.

## Результаты
Масштаб победы вывел лютичей на вершину их могущества, а само сражение часто сравнивают с Грюнвальдом. Однако победа не была использована (как и Грюнвальдская победа) и в следующем году привела к гражданской войне в лютичском союзе, что ускорило подчинение империи полабских славян.
В Италии, где находился император Генрих III, быстро получили известие о поражении и потерях германской армии. В результате этого известия император перенес инсульт и 5 октября скончался. После битвы экспедиции против полабских славян на некоторое время были прекращены.